# اندازه‌گیری نرم‌افزار
اندازه‌گیری نرم‌افزار (به انگلیسی: Software measurement) یک ویژگی کمی از مشخصه یک محصول نرم‌افزاری یا فرایند نرم‌افزار است. این یک رشته در مهندسی نرم‌افزار است. فرایند اندازه‌گیری نرم‌افزار توسط استاندارد ISO ISO 15939 (فرایند اندازه‌گیری نرم‌افزار) تعریف و اداره می‌شود.

## اندازه نرم‌افزار، اندازه‌گیری عملکردی
اندازه‌گیری اصلی نرم‌افزار، اندازه است، به ویژه اندازه عملکردی است. اصول کلی اندازه عملکردی در ISO / IEC 14143 شرح داده شده‌است. اندازه نرم‌افزار اصولاً در نقاط عملکرد اندازه‌گیری می‌شود. همچنین می‌تواند در خطوط کد، یا به‌طور خاص، خطوط کد منبع اندازه‌گیری شود. (SLOC) که کد عملکردی است بدون نظرات. در حالی که اندازه‌گیری SLOC جالب است، بیشتر نشانه تلاش است تا عملکردی بودن. دو توسعه دهنده می‌توانند با تکنیک‌های متفاوت به سراغ یک چالش عملکردی بروند. برای رسیدن به عملکردی بودن ممکن است یکی فقط به نوشتن تعداد کمی خط کد نیاز داشته باشد و دیگری چندین برابر آن. برای دستیابی به همان عملکرد دیگر، باید چندین برابر خطوط بیشتری بنویسد. قابل اعتمادترین روش برای اندازه‌گیری اندازه نرم‌افزار در نقاط عملکرد، از نظر کاربر، کد agnostic است.

## کد اندازه‌گیری
یکی از روشهای اندازه‌گیری نرم‌افزار، معیارهایی است که در برابر خود کد تحلیل می‌شود. این‌ها معیارهای نرم‌افزاری نامیده می‌شوند و شامل معیارهای ساده مانند شمارش تعداد خطوط دریک فایل منفرد، تعداد پرونده‌های موجود در یک برنامه، تعداد توابع موجود در یک پرونده و غیرهاین اندازه‌گیری‌ها به یک روش معمول توسعه نرم‌افزار تبدیل شده‌اند.

## پیچیدگی اندازه‌گیری، انسجام و اتصال نرم‌افزار
همچنین معیارهای دقیق تری وجود دارد که به اندازه‌گیری مواردی مانند پیچیدگی نرم‌افزار، Halstead، انسجام و اتصال کمک می‌کند .

## برای خواندن بیشتر
- Norman Fenton , Shari L Pfleeger: معیارهای نرم‌افزار: رویکردی دقیق و عملی PWS Publishing Co. Boston, MA, USA 1997،شابک ‎۰-۵۳۴-۹۵۶۰۰-۹
- Christof Ebert و Reiner Dumke: نرم‌افزار اندازه‌گیری نرم‌افزار Springer، نیویورک ۲۰۰۷ ،شابک ‎۹۷۸-۳-۵۴۰-۷۱۶۴۸-۸
- Zádor Dániel Kelemen , Gábor Bényasz و Zoltán Badinka: چارچوب کیفیت نرم‌افزار مبتنی بر اندازه‌گیری ThyssenKrupp Presta، بوداپست ۲۰۱۴، شماره گزارش فنی: TKPH-QDTR-201401.